# Унрух III (маркграф Фріульський)
Унрух III (*бл. 840—†874) — маркграф Фріульський (863—874), належав до династії Унрухінгів. Його батьком був маркграф Ебергард, матір'ю принцеса Гізела, донька імператора Священної Римської імперії Людовика Благочестивого.
Був одружений з Авою, дочкою Лютфріда з Монци, з якою мав сина Ебергарда.